# Legananny-dolmen

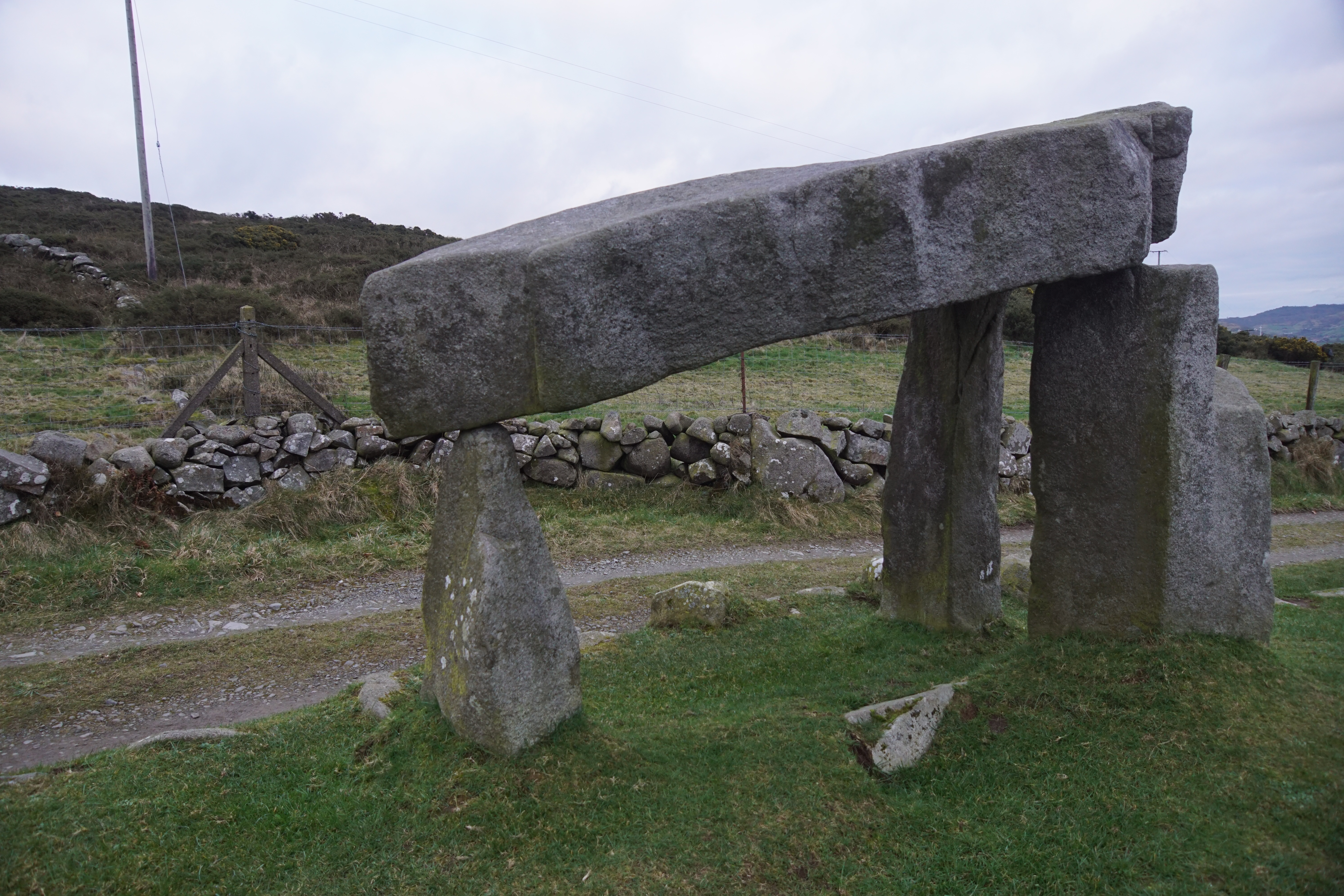
Legananny-dolmen vanuit het westen.

De Legananny-dolmen is een ganggraf uit het neolithicum, gelegen in het townland Legananny in Leitrim, 4,8 kilometer ten noorden van Castlewellan en 14,5 kilometer ten zuidoosten van Banbridge in County Down, Noord-Ierland.

## Geschiedenis
De Legananny-dolmen werd gebouwd als ganggraf in tussen 2500 v.Chr. en 2000 v.Chr., de neolitische periode. De plek is anno 2023 niet archeologisch onderzocht.

## Naamgeving
De naam  Legananny is een verbastering van Liagán Anya dat pijler van Anya betekent. Anya is de naam van de mythologische moedergodin die geassocieerd wordt met Fionn mac Cumhaill. Een alternatieve uitleg is dat de naam afgeleid is van Liag an Fhanáidh wat Platte steen op de helling betekent.

## Beschrijving
De Legananny-dolmen is gelegen op de zuidwestelijke helling van Slieve Croob. Het ganggraf is gericht op het zuiden en bestaat uit drie grote rechtopstaande stenen waarop een deksteen ligt. Op foto's uit de 19e eeuw zijn nog delen van het voorhof zichtbaar, die in de 21e eeuw niet meer bestaan. De deksteen is ruim drie meter lang en de hoogste staande steen is twee meter hoog. Oorspronkelijk lag er een heuvel van aarde en stenen overheen om een graftombe te vormen.

## Beheer
De Legananny-dolmen is een State Care Monument.